# Tai Po Football Club
Maillots
Le Tai Po Football Club (en chinois : 大埔足球會), plus connu sous le nom de Wofoo Tai Po, est un club hongkongais de football fondé en 2002 et basé dans les Nouveaux Territoires à Hong Kong.

## Histoire du club
Créé en 2002, le club démarre en troisième division hongkongaise et accède à la deuxième division dès la saison suivante. C'est à partir de la saison 2006-2007 qu'ils prennent part à la First Division League, le championnat de première division. 
Le club atteint à trois reprises la finale de la Coupe nationale depuis 2008, remportant l'épreuve en 2009. Ce succès lui a permis de participer pour la première fois à une compétition continentale, la Coupe de l'AFC 2010. L'aventure s'arrête en phase de poules, terminée à la dernière place et sans aucune victoire en six rencontres.
En 2018, Wofoo Tai Po termine vice-champion puis la saison suivante (2018-2019) il remporte son premier titre de champion.

## Palmarès
| Compétitions nationales |
| --- |
| - Championnat de Hong Kong (2) : - Champion : 2018-19, 2024-25. - Vice-champion : 2017-18. - Coupe de Hong Kong (1) : - Vainqueur : 2008-09. - Finaliste : 2007-08, 2010-11 et 2017-18. |

## Personnalités du club

### Présidents du club
- Chan Ping
- Chung Tak Joseph Lee /  Hok Ming Cheung

### Entraîneurs du club
| - Chan Hiu Ming (1er juillet 2006 - 30 juin 2007) - Tim Bredbury (31 juillet 2007 - 9 octobre 2007) - Chan Ho Yin (1er juillet 2008 - 30 juin 2009) - Cheung Po Chun (1er juillet 2008 - 30 juin 2013) - Pau Ka Yiu (1er Juli 2013 - 30 juin 2016) | - Lee Chi Kin (4 juillet 2016 - 2019) - Kwok Kar Lok (2019) - Fung Hoi Man (2019 - 2020) - Davor Berber (2020) - Chan Yuk Chi (2020 - ) |

### Joueurs notables du club
- Chan Siu Ki